# 一色次郎
一色次郎（本名大屋典一，1916年5月1日—1988年5月25日），沖永良部島人，日本小說家。
著有《日本空袭记》、《魔性》。参加团体有日本文艺家协会。早年因為父親無罪死於獄中，一色次郎始终反对死刑，并参加推行废除死刑会。